# セイア
株式会社セイア（SEIA Co., Ltd.）は、徳島県三好市にて創業した主に生コンクリートの製造・販売を行う会社であり、セイアグループの中核企業である。

## 概要
1957年、西阿バラスとして創業。「西阿（せいあ）」とは、阿波（徳島県）西部の意味。その後、関連企業の合併を繰り返し、1992年、現在の社名となった。2009年（平成21年）、グループ会社で、インターネットカフェfunky time事業を行う株式会社S.R.Dを吸収合併し、新体制がスタートした。
プラントカンパニー部門は、バッチャープラント・クラッシングプラント・濁水処理プラントの設計・建設・運転管理、生コンクリートの品質管理を行う。移動式プラントによる生コンクリートの生産量は日本一である。
マテリアル部門は、コンクリート用砕石、道路用砕石の生産・販売などを行っていたが2012年に新設された株式会社セイアマテリアルに事業譲渡している。
サービス&リテイルカンパニー部門は、香川県を中心にインターネットカフェ「funky time」を運営していたが、2014年（平成26年）4月1日、吸収分割により株式会社カジ・コーポレーションが事業承継している。
四国アイランドリーグplusに対しては2005年の設立時より株主やスポンサーとしてサポートしている。

## セイアグループ
- 株式会社セイア
- 株式会社ピース